# Silence (film, 1963)
Pour les articles homonymes, voir Silence (homonymie).
Pour plus de détails, voir Fiche technique et Distribution.
Silence (Тишина, Tichina) est un film soviétique réalisé par Vladimir Bassov, sorti en 1964,. C'est une adaptation cinématographique du roman éponyme de Iouri Bondarev, publié en 1962.

## Synopsis
En 1945, avec d'autres militaires démobilisés après la fin de la Grande Guerre patriotique, le capitaine Sergueï Vokhmintsev, 22 ans, commandant d'une batterie d'artillerie, revient d'Allemagne. Il envisage avec espoir l'avenir d'une vie paisible, qui a commencé pour lui avec sa rencontre avec une jeune géologue Nina...
Cependant, la joie de Sergueï est éclipsée par la rencontre avec un ancien commandant de son bataillon, Arkadi Ouvarov. Ce dernier, par son incompétence a fait périr tous les soldats de son unité et a rejeté la faute sur le commandant subalterne, qui a été traduit en cour martiale. Vokhmintsev, le seul témoin survivant de la tragédie, affronte Ouvarov, un acte qui sera lourd de conséquences.

## Fiche technique
- Titre original : (en russe : Тишинa)
- Titre français : Silence
- Réalisation : Vladimir Bassov
- Scénario : Vladimir Bassov, Iouri Bondarev
- Musique : Veniamine Basner
- Décors : Gueorgui Touryliov, Valentine Pereliotov
- Costumes : Valentine Pereliotov
- Photographie : Timofeï Lebechev
- Montage : Lioudmila Petchieva
- Société de production : Mosfilm
- Pays de production :  Union soviétique
- Format : noir et blanc - mono
- Durée : 209 minutes
- Date de sortie : 25 janvier 1964[3]

## Distribution
- Vladimir Nikolaïevitch Emelianov (ru) : Nikolaï, père de Sergueï et Assia
- Lilia Olimpievna Gritsenko (ru) : Moukomolova
- Feliks Leonidovitch Iavorski (ru) : un policier
- Gueorgui Jjionov : Akim Nikititch Gnezdilov
- Vitali Anatolievitch Koniaïev (ru) : Sergueï Vokhmintsev
- Evguéni Lazarev : Arkadi Ouvarov
- Nikolaï Lebedev : un vendeur de costumes
- Larissa Loujina : Nina
- Gueorgui Martyniouk : Konstantine Korabelnikov
- Mikhaïl Oulianov : Piotr Ivanovitch Bykov, voisin de Sergueï
- Sergueï Nikolaïevitch Plotnikov (ru): Igor Vitalievitch Morozov, doyen de la faculté
- Vsevolod Safonov : Pavel Matveïevitch Sviridov, secrétaire du bureau du parti
- Natalia Iakovlevna Velitchko (ru) : Assia, la sœur de Sergueï
- Nikolaï Nikolaïevitch Volkov (ru) : Moukomolov, artiste
- Vladimir Zemlianikine : Grigory Kossov, secrétaire du parti du cours

## Musique
La chanson Sur les hauteurs anonymes (Na bezymyannoy vysote) interprétée par Lev Pavlovitch Barachkov (ru) et la chanson De séparation en séparation interprétée par Maïa Kristalinskaïa sont composées pour le film par Veniamine Basner sur des paroles de Mikhaïl Matoussovski.